# Формула добутку корангів
Формула добутку корангів — математична формула, що виражає корозмірність множини точок, в яких ядро похідної відображення має задану розмірність, у вигляді добутку корангів даного відображення в прообразі і образі.

## Формулювання
Корангом лінійного відображення {\displaystyle A:\mathbb {R} ^{m}\to \mathbb {R} ^{n}} в прообразі (в образі) називається число {\displaystyle m-r} (відповідно, {\displaystyle n-r}), де {\displaystyle r} — ранг відображення {\displaystyle A}. Коранги пов'язані з розмірністю ядра {\displaystyle A} (позначимо її {\displaystyle i}) формулами: {\displaystyle m-r=i} і {\displaystyle n-r=n-m+i}.
Нехай {\displaystyle f:M^{m}\to N^{n}} — гладке відображення гладких многовидів {\displaystyle M^{m}} і {\displaystyle N^{n}} розмірностей {\displaystyle m} і {\displaystyle n}, відповідно. Символом {\displaystyle f_{*x}} позначається його похідна в точці {\displaystyle x\in M^{m}}, тобто лінійне відображення дотичних просторів {\displaystyle f_{*x}:T_{x}M^{m}\to T_{f(x)}N^{n}}.
Точка {\displaystyle x\in M^{m}} належить множині {\displaystyle \Sigma ^{i},} {\displaystyle i\geq 0,} якщо розмірність ядра похідної {\displaystyle f_{*x}} в цій точці дорівнює {\displaystyle i}. Множини {\displaystyle \Sigma ^{0},\ldots ,\Sigma ^{m}} явно покривають весь многовид {\displaystyle M^{m}}, однак, як правило, в цьому ланцюжку не всі множини є непорожніми (наприклад, якщо {\displaystyle n>m} має місце нерівність {\displaystyle r\leq n<m}, з якої з урахуванням співвідношення {\displaystyle m-r=i} випливає, що {\displaystyle i>0}, тобто множина {\displaystyle \Sigma ^{0}} порожня).
| Теорема. Для відображення {\displaystyle f:M^{m}\to N^{n}} загального положення всі множини {\displaystyle \Sigma ^{i}} є гладкими підмноговидами в {\displaystyle M^{m}}. При цьому має місце співвідношення {\displaystyle m-\dim \,\Sigma ^{i}=(m-r)(n-r),} де {\displaystyle r=m-i} — ранг відображення {\displaystyle f_{*x},} що називають формулою добутку корангів. |

Обчислене за цією формулою значення {\displaystyle \dim \Sigma ^{i}} може бути від'ємним. Це означає, що відповідна множина {\displaystyle \Sigma ^{i}} порожня.
Наслідок.
У просторі матриць типу {\displaystyle (m,n)} множина матриць рангу {\displaystyle r} утворює гладкий многовид корозмірності {\displaystyle (m-r)(n-r)}.